# Gan Ning
Gan Ning(甘寧) (?-220) era um pirata que trabalhava para Huang Zu, o homem que matou o pai de Sun Ce, Sun Jian. Prendia sinos em suas roupas para que seus inimigos soubessem quando estava chegando. 
Gan Ning traiu Huang Zu por causa de brigas com este e também porque achava que Sun Quan era um melhor líder militar. Após matar o pai de Ling Tong, Ling Cao, na batalha de Xia Kou, Gan Ning convidou Cai Mao para trair Huang Zu, mas este não aceitou e relatou a Huang Zu o acontecido. Enquanto Gan Ning cruzava o rio para se encontrar com Sun Quan, foi atacado por Huang Zu e suas tropas. Os batedores de Sun Quan viram o caso e os tropas de Wu foram ajudar Gan Ning, que acabou matando Huang Zu. Cai Mao conseguiria fugir e se juntaria a Cao Cao, mas mais tarde, na batalha de Chi Bi, seria morto por Ling Tong.
Gan Ning ainda participaria em muitas batalhas por Wu, incluindo a batalha de Ru Xu Kou contra Cao Cao e a batalha de Fan Castle, contra Guan Yu. Foi morto por Sha Moke, na batalha de Yi Ling.